# Южноамериканский многоколючник
Южноамериканский многоколючник, или рыба-обрубок (лат. Polycentrus schomburgkii), — вид пресноводных лучепёрых рыб семейства многоколючниковых. Распространены в водоёмах Южной Америки и Тринидада. Максимальная длина тела 5,5 см. Хищники, питаются мелкими рыбами и беспозвоночными. Видовое название дано в честь немецкого исследователя Роберта Шомбурга  (нем. Robert Hermann Schomburgk; 1804—1865), который впервые обнаружил данный вид рыб. Экзотические аквариумные рыбы.

## Описание
Тело относительно короткое, высокое, овальной формы, сжато с боков. Рыло короткое с большим щелевидным ртом. Глаза большие. В длинном спинном плавнике 16—18 жёстких лучей и 8—9 мягких лучей. В анальном плавнике 12 жёстких и 6—8 мягких лучей. Мягкие части спинного и анального плавников расположены под углом к телу и заметно выше колючих частей. Максимальная длина тела 5,5 см.
Самки тёмно-коричневые, а самцы бархатисто-чёрные с бирюзовыми или серебристыми пятнами и крапинками. Тёмные пятина могут образовывать несколько косых поперечных полос. Окраска может изменяться в зависимости от температуры воды, физиологического состояния рыбы и других факторов. Мягкие части спинного и анального плавников, а также хвостовой и грудные плавники бесцветные. В связи с этим рыбы кажутся обрубленными в задней части, что отражено в русскоязычном названии вида.

## Биология
Во время нереста самка переворачивается кверху брюхом и откладывает икру на нижнюю поверхность в расщелине. Самец остаётся в нормальном положении рядом с самкой, а после откладки икры выпускает сперму также находясь в нормальном положении или несколько наклоняясь вбок. Икринки с характерным рисунком на поверхности, который состоит из узких гребней, радиально расходящихся от микропиле. У личинок на верхней части головы есть цементная железа. Самцы охраняют кладку до вылупления личинок. Плодовитость до 600 икринок.

## Ареал
Распространены на острове Тринидад и реках атлантического побережья северо-востока Южной Америки: Гайана, Венесуэла, Суринам, Французская Гвиана, Бразилия (штат Амапа).